# Bronckhorst

Topografische gemeentekaart van Bronckhorst, maart 2017

Bronckhorst (uitspraakⓘ) is een gemeente in de Achterhoek in de Nederlandse provincie Gelderland. Zij behoort met een oppervlakte van 28.642 hectare en een omtrek van 108 km gemeentegrens tot de grotere gemeenten van Nederland. De buurtschap Eldrik (bij Angerlo) ligt in de streek de Liemers. Vanwege de ligging van een deel van Laag-Keppel (waaronder Kasteel Keppel) tussen twee takken van de Oude IJssel kan deze plaats ook als liggend tussen de Achterhoek en Liemers worden beschouwd. 
De gemeente is in 2005 ontstaan door een gemeentelijke herindeling: de gemeenten Hengelo, Hummelo en Keppel, Steenderen, Vorden en Zelhem fuseerden tot één gemeente met 36.119 inwoners (per 1 januari 2024, bron: CBS). Bij het kiezen van een naam voor de nieuw gevormde gemeente viel de keuze op Bronkhorst, echter met toevoeging van de letter C. De naam Bronckhorst is ontleend aan het middeleeuwse roemruchte geslacht Van Bronckhorst. De voorburcht van het kasteel Bronckhorst groeide uit tot een kleine nederzetting met de naam Bronkhorst.

## Voormalige gemeenten (wijken)
| Plaatsnaam                     | Inwoners |
| ------------------------------ | -------- |
| Wijk 00 Hengelo                | 8.355    |
| Wijk 01 Zelhem                 | 11.370   |
| Wijk 02 Vorden                 | 8.495    |
| Wijk 03 Steenderen             | 5.035    |
| Wijk 04 Hummelo en Keppel      | 4.500    |
| Bron: CBS Gemeente op Maat -11 |          |

## Kernen
Bronckhorst heeft 44 kernen: 
De gemeente telt 44 officiële kernen. Het gemeentehuis staat in Hengelo. De grootste kernen in de gemeente zijn:
| Woonplaats (BAG) | Inwoners 2023 |
| ---------------- | ------------- |
| Baak             | 1.040         |
| Bronkhorst       | 90            |
| Drempt           | 1.630         |
| Halle            | 2.160         |
| Hengelo          | 6.540         |
| Hoog-Keppel      | 475           |
| Hummelo          | 1.600         |
| Keijenborg       | 1.530         |
| Laag-Keppel      | 590           |
| Olburgen         | 265           |
| Rha              | 75            |
| Steenderen       | 2.285         |
| Toldijk          | 915           |
| Vierakker        | 195           |
| Vorden           | 7.235         |
| Wichmond         | 775           |
| Zelhem           | 8.875         |

Overige kernen en buurtschappen in de gemeente Bronckhorst zijn: Achter-Drempt, Bekveld, Covik, De Meene, Delden, Dunsborg, Eldrik, Gooi, Halle-Heide, Halle-Nijman, Heurne, Heidenhoek, Kranenburg, Linde, Medler, Mossel, Noordink, Oosterwijk, Veldhoek, Veldwijk, Velswijk, Voor-Drempt, Varssel, Wassinkbrink, Winkelshoek, Wittebrink, Wildenborch, Wolfersveen.

## Politiek

### Zetelverdeling gemeenteraad
De gemeenteraad van Bronckhorst bestaat uit 25 zetels. Hieronder de behaalde zetels per partij bij de gemeenteraadsverkiezingen sinds 2005:
| Gemeenteraadszetels          | Gemeenteraadszetels | Gemeenteraadszetels | Gemeenteraadszetels | Gemeenteraadszetels | Gemeenteraadszetels |
| Partij                       | 2005¹               | 2010                | 2014                | 2018                | 2022                |
| ---------------------------- | ------------------- | ------------------- | ------------------- | ------------------- | ------------------- |
| Gemeentebelangen Bronckhorst | -                   | 1                   | 4                   | 6                   | 8                   |
| CDA                          | 10                  | 8                   | 8                   | 7                   | 6                   |
| VVD                          | 7                   | 8                   | 5                   | 4                   | 4                   |
| GroenLinks                   | 1                   | 2                   | 2                   | 3                   | 2                   |
| PvdA                         | 6                   | 4                   | 3                   | 2                   | 2                   |
| D66                          | 1                   | 2                   | 3                   | 2                   | 2                   |
| ChristenUnie-SGP             |                     |                     |                     | 1                   | 1                   |
| Totaal                       | 25                  | 25                  | 25                  | 25                  | 25                  |

¹ Per 1 januari 2005: vanwege herindeling

### College van burgemeester en wethouders
Het college van B&W ziet er per 13 januari 2025 als volgt uit:
- Patrick van Domburg (burgemeester) - VVD
- Evert Blaauw (1e locoburgemeester) - GBB
- Emmeke Gosselink (2e locoburgemeester) - GBB
- Wilko Pelgrom (3e locoburgemeester) - CDA
- Antoon Peppelman (4e locoburgemeester) - PvdA

### Gemeentehuis

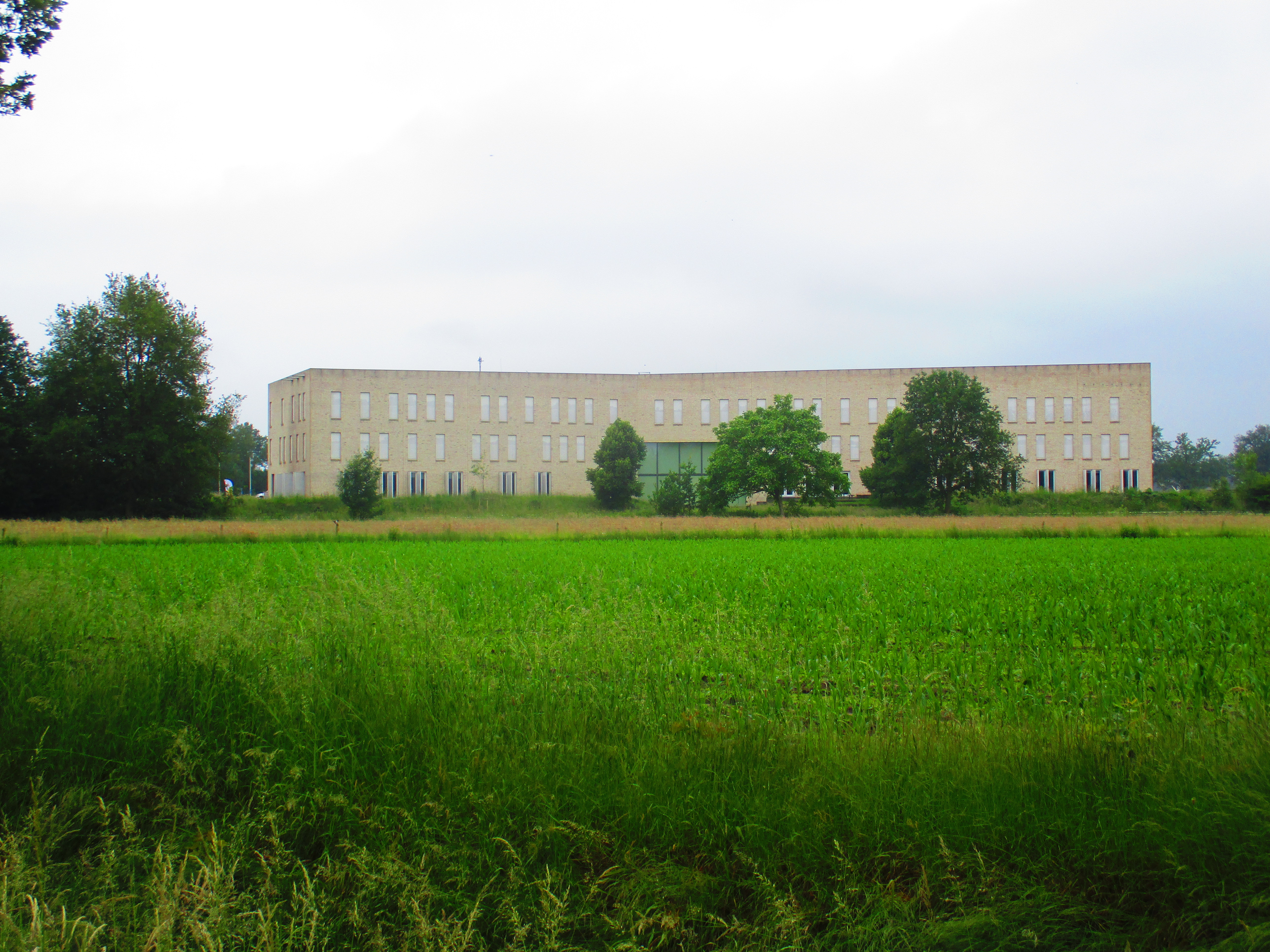
Hengelo (Gelderland): Gemeentehuis Bronckhorst

In 2010, vijf jaar na de herindeling, heeft de gemeente Bronckhorst een nieuw gemeentehuis in gebruik genomen. Het werd dat jaar door Agentschap NL als het meest energiezuinige gemeentehuis van Nederland aangemerkt en heeft 20 miljoen euro gekost. Het gebouw is gevestigd in het dorp Hengelo, dat centraal ligt binnen de gemeente.

## Aangrenzende gemeenten
| Aangrenzende gemeenten | Aangrenzende gemeenten | Aangrenzende gemeenten | Aangrenzende gemeenten | Aangrenzende gemeenten |
| ---------------------- | ---------------------- | ---------------------- | ---------------------- | ---------------------- |
| Brummen                |                        | Zutphen Lochem         |                        | Berkelland             |
|                        |                        |                        |                        |                        |
| Rheden                 | Oost Gelre             |                        |                        |                        |
|                        |                        |                        |                        |                        |
| Zevenaar Doesburg      |                        | Doetinchem             |                        | Oude IJsselstreek      |

## Cultuur

### Monumenten
In de gemeente zijn er een aantal rijksmonumenten, gemeentelijke monumenten, en oorlogsmonumenten, zie:
- Lijst van rijksmonumenten in Bronckhorst
- Lijst van gemeentelijke monumenten in Bronckhorst
- Lijst van oorlogsmonumenten in Bronckhorst

### Kunst in de openbare ruimte
In de gemeente zijn diverse beelden, sculpturen en objecten geplaatst in de openbare ruimte, zie:
- Lijst van beelden in Bronckhorst